# Puerto de la Cruz Verde
El puerto de la Cruz Verde es un paso de montaña de la sierra de Guadarrama (sistema Central), situado a 1256 m de altitud, entre los municipios de San Lorenzo de El Escorial y Robledo de Chavela (Comunidad de Madrid, España). Se encuentra flanqueado por las elevaciones de Las Machotas (1466 m s. n. m.), que se extienden en su parte oriental, y del Cerro de San Benito (1626 m s. n. m.), que se alza al oeste.

## Carreteras

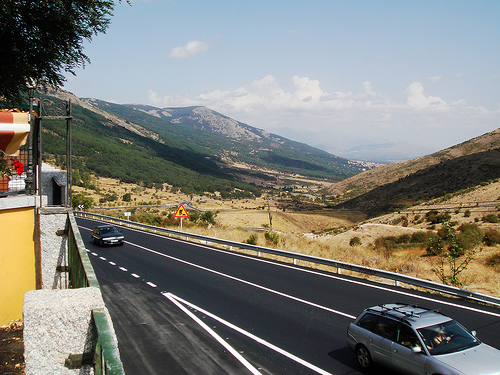
El puerto de la Cruz Verde, en un punto cercano a su cota máxima (1256 m). En primer término, la carretera M-505.

El puerto de la Cruz Verde está calificado como de tercera categoría. Esta cota máxima actúa como línea divisoria de las dos carreteras que lo atraviesan, la M-505 y la M-512. (40.559134,-4.196863)
La primera discurre desde San Lorenzo de El Escorial hasta el citado punto, para después desviarse por el puerto de La Paradilla hacia Santa María de la Alameda y la provincia de Ávila. 
La segunda vía va hasta Robledo de Chavela y, desde aquí, hasta Navas del Rey, enlazando con la M-501, conocida popularmente como la carretera de los pantanos. Esta ruta comunica el ramal occidental de la sierra de Guadarrama con las primeras estribaciones de la sierra de Gredos, a través del Valle del Alberche.

## Minas de magnesita
A pocos metros del puerto de la Cruz Verde existieron unas minas de magnesita que se explotaron mediante técnicas de minería subterránea y a cielo abierto desde 1940. Las minas de interior duraron poco tiempo, pero las exteriores se prolongaron hasta finales de la década de 1980.
Son unas minas interesantes, situadas a ambos flancos del puerto de La Cruz Verde, en la vertiente que da hacia El Escorial, se encontraba una enorme corta a cielo abierto, que fue completamente restaurada y tapada a principios de los 90.
En la vertiente que da a Robledo de Chavela se encuentra el poblado minero, zona de tratamiento de mineral - hornos, transformador y las labores subterráneas. La parte exterior fue acondicionada en el 2009 como auditorio a cielo abierto, y es el decorado permanente del Festival 'La antigua mina' que se celebra del 15 de julio al 15 de agosto.

## Curiosidades
- De las antiguas explotaciones canteras del puerto de la Cruz Verde salió parte de la piedra que se utilizó en la construcción del Monasterio de San Lorenzo de El Escorial.
- Las leyendas de la Sierra de Guadarrama sitúan en este puerto la aparición de la denominada Dama de la Cruz Verde, una mujer fallecida en un accidente de tráfico acaecido en el puerto, cuyo fantasma supuestamente se aparece a los conductores, mientras realiza autoestop. Se trata de una nueva variante del mito urbano conocido como la Autoestopista fantasma, la Dama Blanca o la Chica de la curva. Otra versión de la leyenda se localiza en el puerto de Galapagar, situado igualmente en la sierra de Guadarrama.